# Lonatura melina
Lonatura melina är en insektsart som beskrevs av Delong 1926. Lonatura melina ingår i släktet Lonatura och familjen dvärgstritar. Inga underarter finns listade i Catalogue of Life.